# ريتشارد د. الكسندر
ريتشارد د. الكسندر (بالإنجليزية: Richard D. Alexander)‏ هو عالم حشرات أمريكي، ولد في 18 نوفمبر 1929 في مقاطعة بايات في الولايات المتحدة، وتوفي في 20 أغسطس 2018.